# القرن 11 ق م
القرن 11 ق.م هو القرن الذي امتد من 1100 ق.م إلى 1001 ق.م.
على الرغم من أن العديد من المجتمعات البشرية وصلت إلى درجة القراءة والكتابة في هذه الفترة، إلا أن تباعد الزمن يؤدي إلى صعوبة في تدقيق الأحداث والشخصيات على وجه الدقة العلمية، في بعض ما ورد عن أحداث القرن 11 ق م.